# Талове (Щастинський район)
Талове — селище в Україні, у Широківській селищній громаді Щастинського району Луганської області. Населення становить 472 
осіб.
З 24 лютого 2022 року знаходиться під окупацією Росії.

## Населення
За даними перепису 2001 року населення села становило 472 особи, з них 24,15% зазначили рідною мову українську, 73,52% — російську, а 2,33% — іншу.